# Knauthain

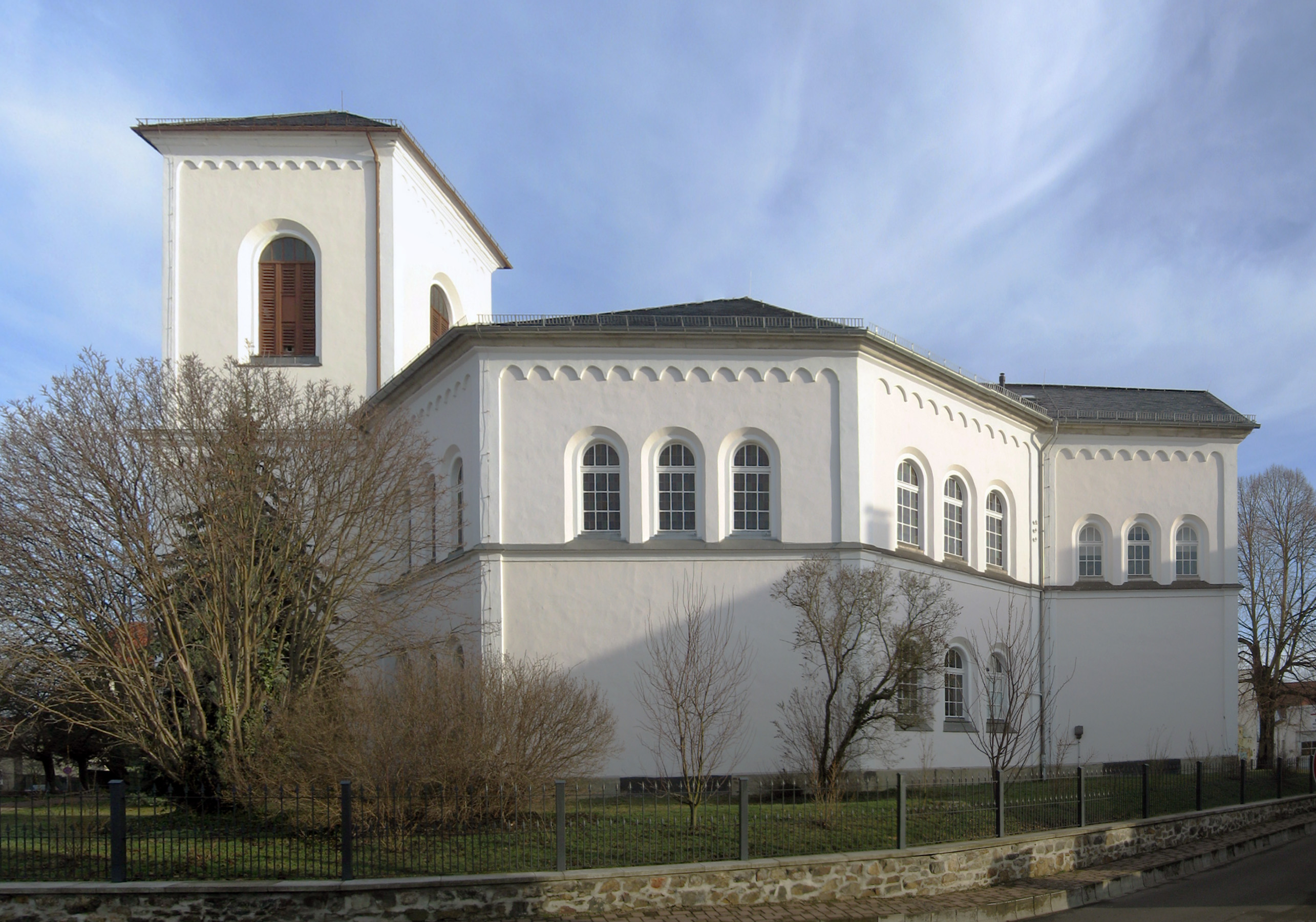
Hoffnungskirche Knauthain von 1846

Knauthain auf einer Karte von 1879

Knauthain ist ein Stadtteil im Stadtbezirk Südwest von Leipzig. Er bildet zusammen mit Knautkleeberg den Ortsteil Knautkleeberg-Knauthain.

## Lage
Knauthain liegt in der Aue der Weißen Elster etwa 10 Kilometer südlich des Leipziger Stadtzentrums.

## Geschichte
Ursprünglich wurde die Siedlung nach Walradus de Hayn schlicht als Hayn bezeichnet. Die erste urkundliche Erwähnung des Ortes unter dem Namen „Hagen“ (dt. Rodungsgebiet) stammt aus dem Jahre 1174. Als Nachfolger der Familie v. Hayn sind die Ritter Knuth (Knaut, Knauth, Knutonen) von 1298 bis 1349 in Hain nachweisbar. 1349 vertrieb der Bischof von Merseburg die Ritter Knuth aus Hain und die Pflugks übernahmen die Herrschaft. Bis 1558 gehörte „Knutenhain“ zum Besitz der Ritter Pflugk (siehe auch Mockau, Volkmarsdorf und Windorf). 1430 wurde der Ort von den Hussiten zerstört und wurde 1456 Knuthayn, 1492 Knauthayn genannt. 1551 lebten in Knauthain 34 Bauern- und 57 „Inwohner“-Familien. Nach dem Erwerb des Ortes durch Christian Schönberg 1560 wurde er 1591 an Otto von Dieskau verkauft. Während des Dreißigjährigen Krieges wurde Knauthain 1642 von kroatischen Truppen geplündert.

Knauthainer Schloss, erbaut für die Familie von Dieskau

Von 1700 bis 1703 wurde das Knauthainer Schloss für Carl Hildebrand von Dieskau nach Plänen von David Schatz erbaut. Es entstand im französisch-klassizistischen Stil an der Stelle des alten Wasserschlosses. Später wurde dann der das Schloss umgebende Park angelegt, zu dem die Öffentlichkeit allerdings keinen Zutritt hatte. Am 10. Mai 1713 wütete im Ort eine große Feuersbrunst, bei der 12 Häuser vernichtet wurden. Der berühmteste Einwohner Knauthains, Carl Wilhelm Müller, wurde hier am 15. September 1728 geboren. Er wurde 1778 Bürgermeister von Leipzig und ging als Schöpfer der Parkanlagen des Promenadenrings in die Stadtgeschichte ein. Ein unter anderem von Johann Gottfried Schadow 1819 geschaffenes Denkmal in der Parkanlage gegenüber dem Hauptbahnhof erinnert noch heute an seine Verdienste.
1738 erhielt Knauthain, das um diese Zeit von etwa 250 Einwohnern in 65 Häusern bevölkert wurde, sein erstes Schulgebäude – der spätere Schriftsteller Johann Gottfried Seume war dort von 1771 bis 1777 Schüler. Die heutige Hoffnungskirche Knauthain wurde 1846 eingeweiht. In der Bauernkantate von Johann Sebastian Bach aus dem Jahre 1742 werden Knauthain und Cospuden erwähnt. 
Wegen finanzieller Schwierigkeiten musste die Familie Dieskau das Schloss 1753 verkaufen. Neuer Besitzer wurde die Familie von Hohenthal. Graf Friedrich Wilhelm von Hohenthal, der königlicher Gesandter am preußischen Hof war, ließ das Schloss 1868 renovieren und den Park im englischen Stil umgestalten.

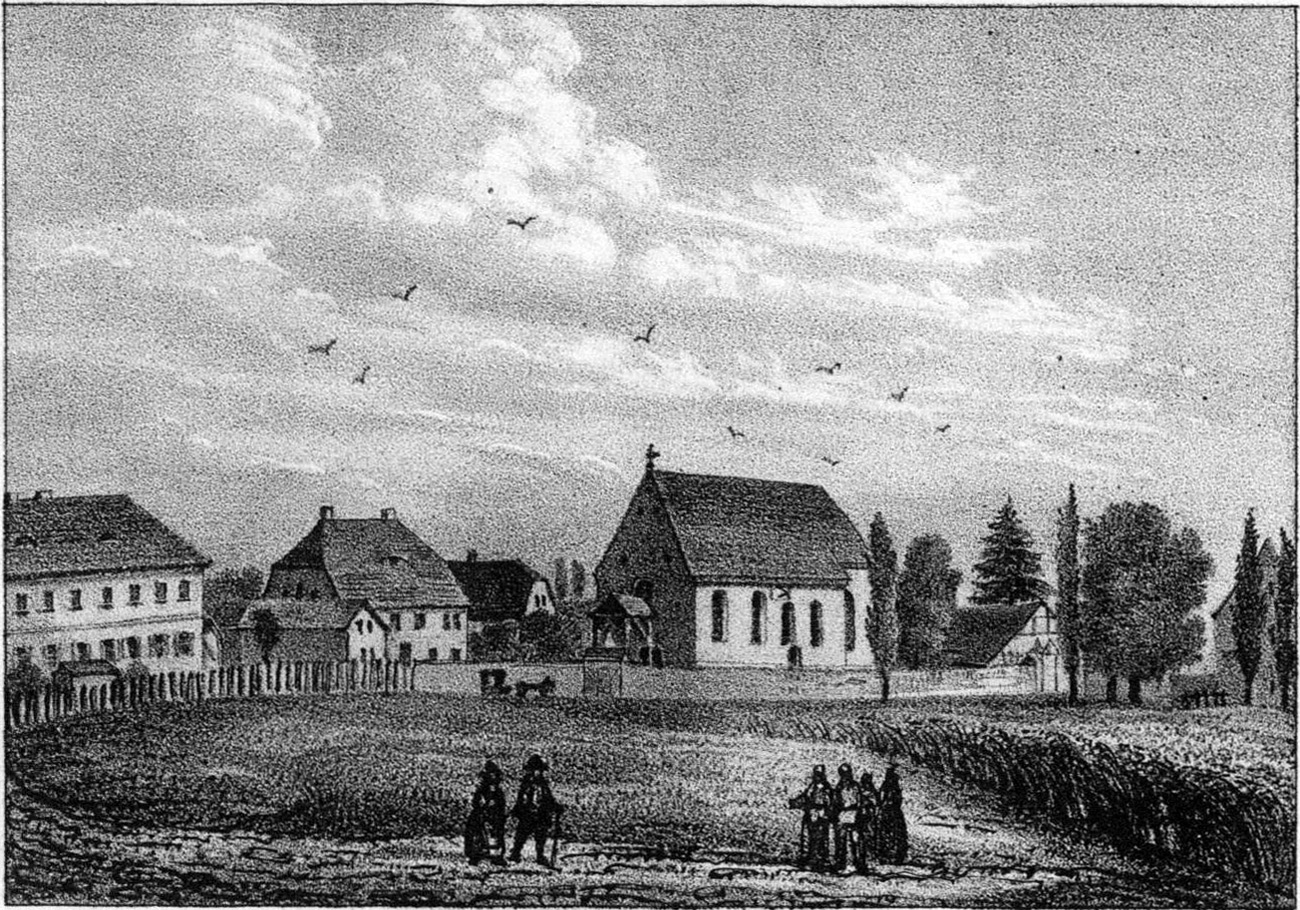
Alte Kirche von Knauthain wenige Jahre vor ihrem Abriss

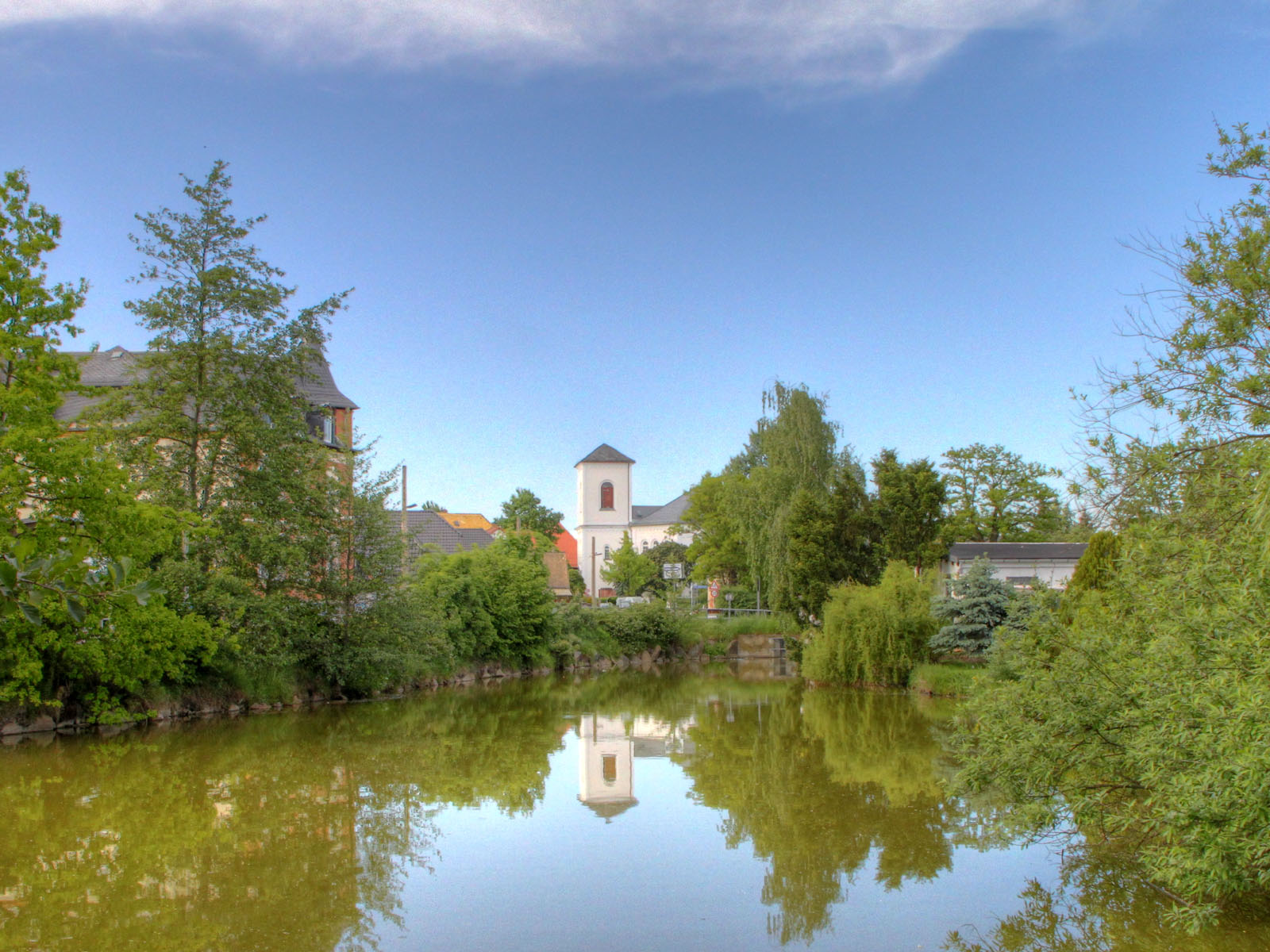
Dorfteich und Hoffnungskirche

Während der Völkerschlacht 1813 tagte in der Pächterwohnung des Knauthainer Schlosses der russisch-österreichische Kriegsrat. Am 19. Oktober 1813 wurde das Dorf durch Ulanen, die auf der Seite Napoleons kämpften, geplündert und in Brand gesteckt.
Knauthain gehörte bis 1856 zum kursächsischen bzw. königlich-sächsischen Kreisamt Leipzig. 1834 hatte Knauthain 505 Einwohner. 1836 wurde eine neue Schule erbaut. 1845 musste die die alte Dorfkirche wegen Baufälligkeit abgerissen werden. Bereits im darauffolgenden Jahr wurde die von dem Leipziger Architekten Ernst Wilhelm Zocher erbaute neue Kirche (Hoffnungskirche) eingeweiht. Mit seinem achteckigen Kirchenschiff und dem gotisch anmutenden Turmaufsatz stellt der Bau eine nahezu identische Nachbildung der Dorfkirche von Lichtenberg bei Pulsnitz dar. Ältester Bestandteil des Kirchenbaus waren die Kirchenglocken aus dem 12. Jahrhundert. An den romanischen Vorgängerbau erinnert heute noch der Eingang an der Nordseite der Hoffnungskirche. Die große Kirchenglocke zersprang 1885. Der gotische Turmaufsatz fiel dem Zweiten Weltkrieg zum Opfer.

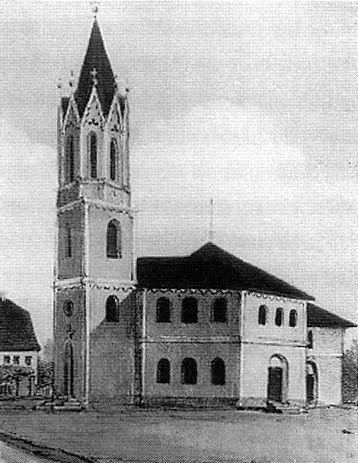
Hoffnungskirche von 1846

1849 wurde das Patrimonialgericht zu Knauthain aufgelöst und an Markranstädt angegliedert. 1864 hatte Knauthain 561 Einwohner. Im gleichen Jahr wurde mit dem Bau des Hochflutbetts der Weißen Elster von Zwenkau nach Knauthain begonnen. 1872 wurde die Eisenbahnlinie von Plagwitz (Leipzig) nach Zeitz über Knauthainer Flur gebaut. Der 1873 eröffnete Bahnhof in Knautkleeberg erhielt den Namen Knauthain.
Die Knauthainer Turmwindmühle wurde 1878 erbaut. Sie war bis 1992 in Betrieb und lieferte Futterschrot und -gemische an die umliegenden Dörfer. Heute ist sie als technisches Denkmal geschützt.

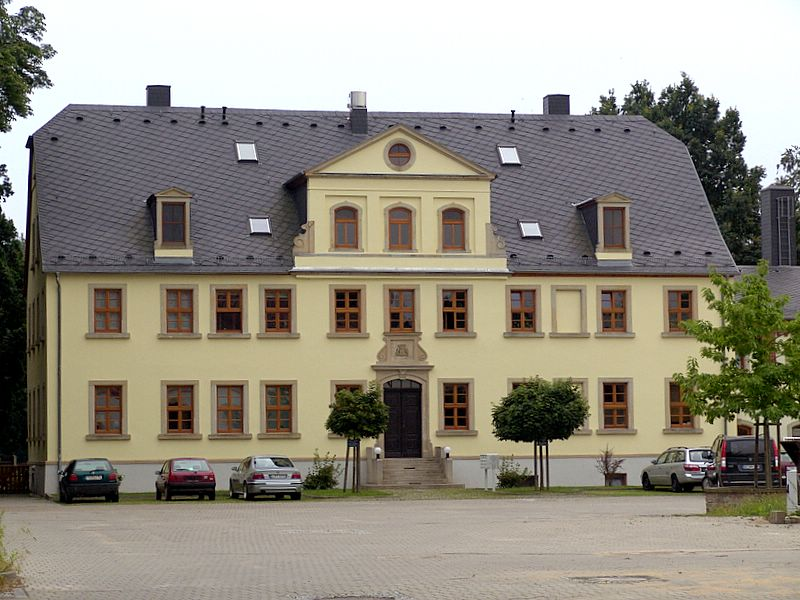
Herrenhaus des Gutes Knauthain

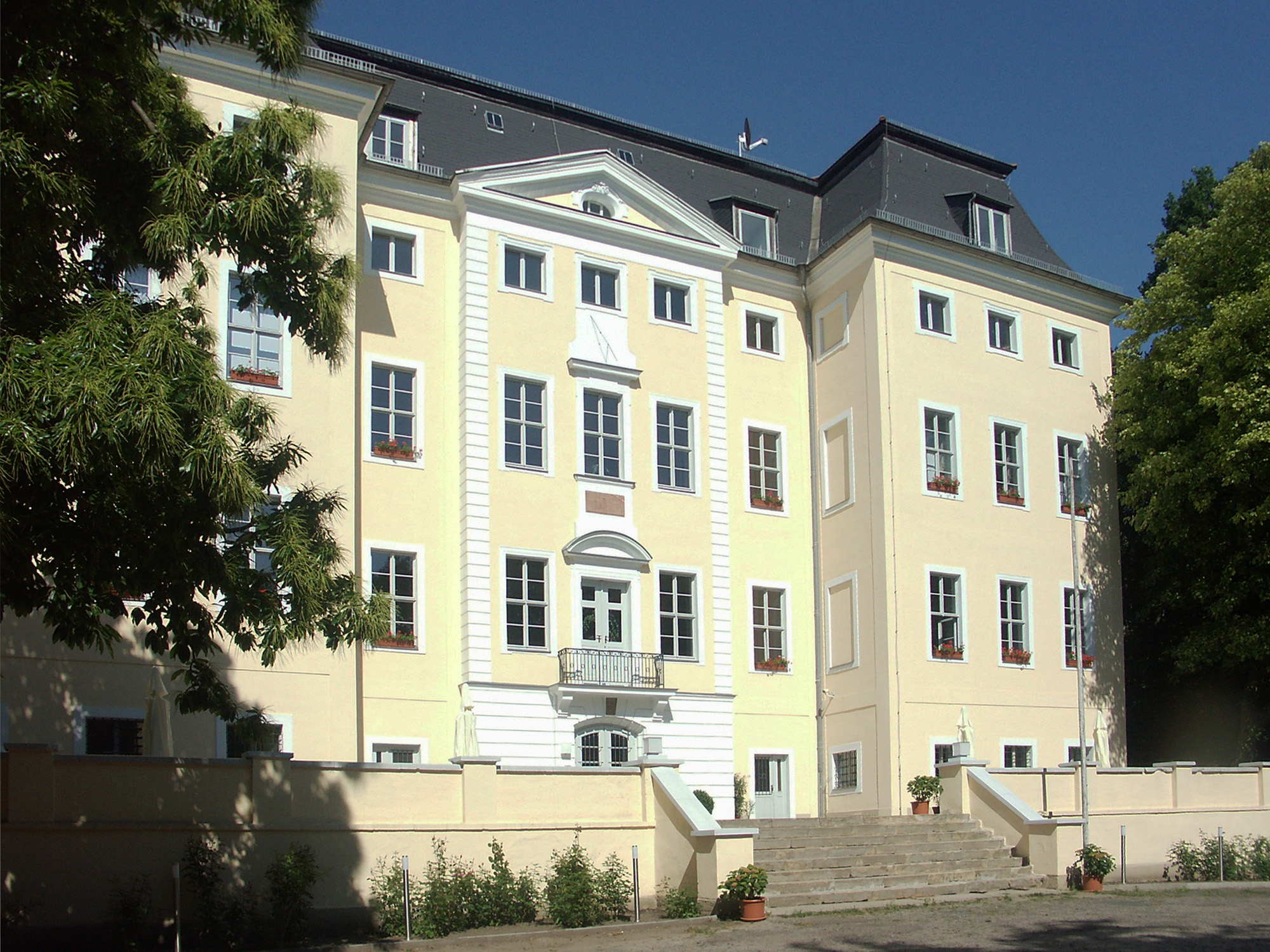
Schloss Knauthain

1886 errichtete man am Schlosspark eine neue Brücke über die Weiße Elster. Der bisher erhobene Brückenzoll wurde aufgehoben. 1895 hatte Knauthain 1200 Einwohner. 1914 wurde eine Wasserleitung mit Kläranlagen gebaut und die Beschleusung des Ortes durchgeführt. Außerdem erfolgte ein Anschluss an das Stromnetz. 1920 wurden das Rittergut und die Lauer nach Knauthain eingemeindet. Von 1933 bis 1935 entstand im Rahmen eines Arbeitsbeschaffungsprogramms der Elsterstausee, der der Reinigung des Wassers des Elstermühlgrabens diente.
Zum 1. April 1936 wurde Knauthain nach Leipzig eingemeindet. Die Stadt kaufte das Schloss von Graf Leo von Hohenthal und Bergen und ließ es zu einer Volksschule umbauen. Stadtgartendirektor Nikolaus Molzen (1881–1954) veränderte den Schlosspark zu einem „Freiluftunterrichtsraum“.
1949 wurden die ehemaligen Stadtgüter Knauthain und Lauer zum Volkseigenen Gut Knauthain zusammengeschlossen. Ab 1959 wurde auf einer Fläche von 12 Hektar Hopfen angebaut. Ein weiterer Schwerpunkt der landwirtschaftlichen Tätigkeit war die Tierzucht (Schafe, Rinder, Pferde).
Von 1976 bis 1980 wurde die Weiße Elster verlegt und das Elsterhochflutbett zum Hochwasserschutz gebaut. 1986 begannen die Abholzung der Lauer und der Abbruch des dort gelegenen Rittergutes zur weiteren Erschließung des Tagebaus Cospuden.
Nach der politischen Wende in der DDR wurde das 400 Hektar große Gut 1992 von der Treuhandanstalt an die Stadt Leipzig zurückgegeben. In der Umgebung des Schlosses wurde ein Freizeitpark geschaffen. In den Jahren 1996/97 erfolgte die Rekonstruktion und denkmalgerechte Sanierung des Gutes und der Aufbau eines landwirtschaftlichen Betriebs nach ökologischen Richtlinien. Das Gut Knauthain gehörte zum EXPO-2000-Teilprojekt „Ökologische Stadtgüter Leipzig“. 2003 wurde das Gut privatisiert. Ein Teil wurde an ein Reitgestüt verkauft, der Rest an einen ökologischen Landwirt.

## Bevölkerung
Angaben sind nur für den gesamten Ortsteil Knautkleeberg-Knauthain verfügbar.
| Jahr | Einwohner |
| ---- | --------- |
| 2000 | 4.800     |
| 2005 | 5.105     |
| 2010 | 5.136     |
| 2015 | 5.442     |
| 2020 | 5.611     |
| 2024 | 5.764     |

Stand: 31.12. des jeweiligen Jahres

## Politik
Bei den Wahlen zum Sächsischen Landtag gehört Knauthain zum Wahlkreis Leipzig 5, bei Bundestagswahlen zum Bundestagswahlkreis Leipzig II (Wahlkreis 153).
Die Bundestagswahl 2021 führte bei einer Wahlbeteiligung von 83,3 % zu folgendem Zweitstimmenergebnis:
| Partei                | Knautkleeberg-Knauthain | Stadt Leipzig |
| --------------------- | ----------------------- | ------------- |
| SPD                   | 21,5 %                  | 20,9 %        |
| CDU                   | 19,3 %                  | 14,0 %        |
| AfD                   | 17,5 %                  | 13,3 %        |
| FDP                   | 13,0 %                  | 10,1 %        |
| Bündnis 90/Die Grünen | 11,2 %                  | 18,5 %        |
| Die Linke             | 08,9 %                  | 13,7 %        |
| Sonstige              | 08,6 %                  | 09,5 %        |

## Sehenswürdigkeiten
- Hoffnungskirche, achteckiger Zentralbau im byzantinisch-historisierenden Stil, 1846 geweiht, im Zweiten Weltkrieg ausgebrannt, Wiederaufbau 1951–1955 mit verkürztem Turm

## Verkehr

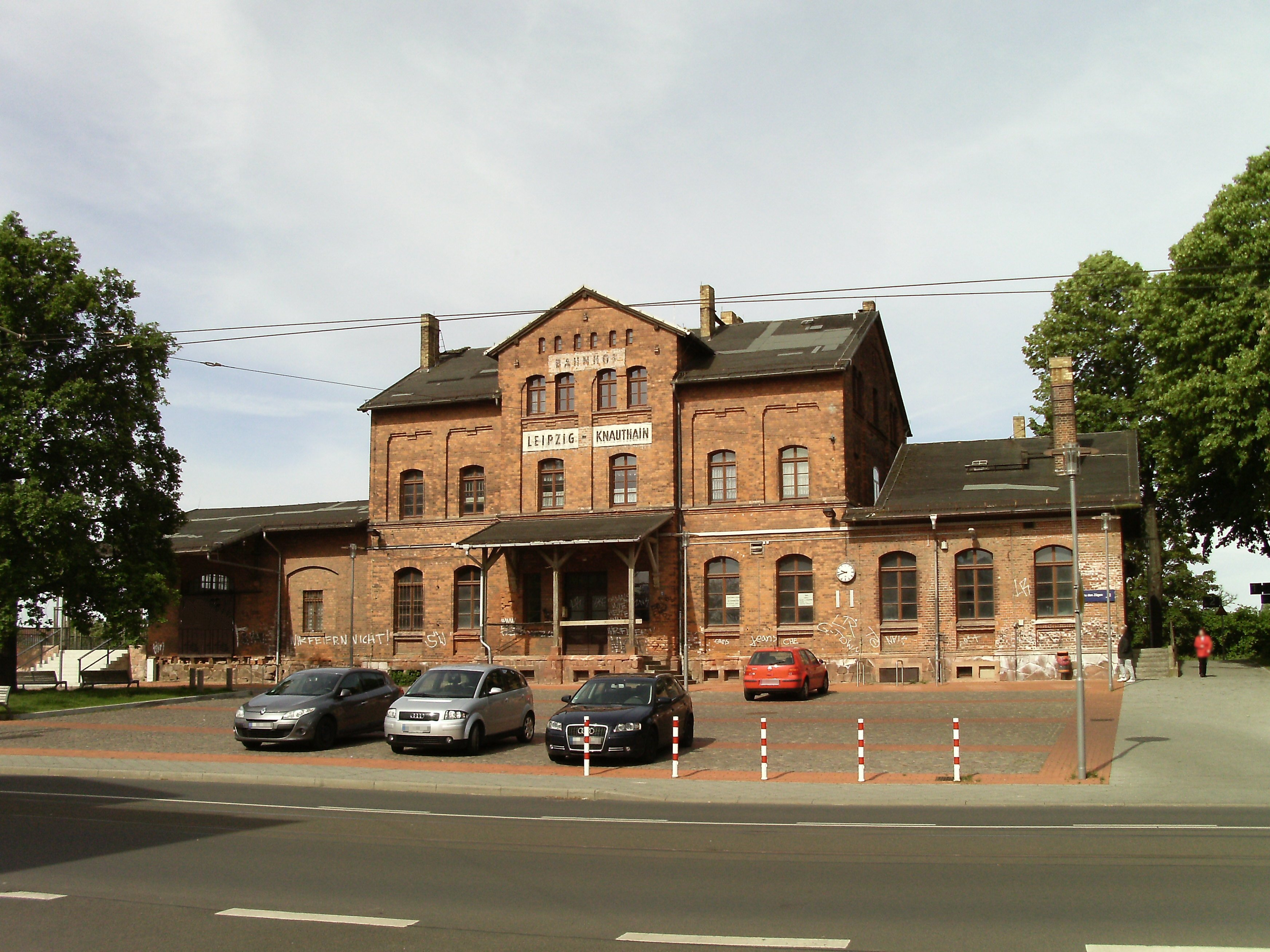
Bahnhof

Der zu Knautkleeberg gehörige Bahnhof Leipzig-Knauthain liegt an der Bahnstrecke Leipzig–Gera–Saalfeld. Dort halten im Stundentakt Züge
der Erfurter Bahn GmbH nach Saalfeld bzw. Hof und Gera. 2010 wurde das Gleisdreieck der Straßenbahnendstelle durch eine Wendeschleife ersetzt und der Bahnhofsvorplatz als Umsteigepunkt in Busse und Bahnen hergerichtet („Tor zum Süden“). Von hier verkehren die Straßenbahnlinie 3 nach Taucha bzw. Sommerfeld und die Buslinien 63 nach Hartmannsdorf sowie 120 nach Zwenkau.

## Bildung

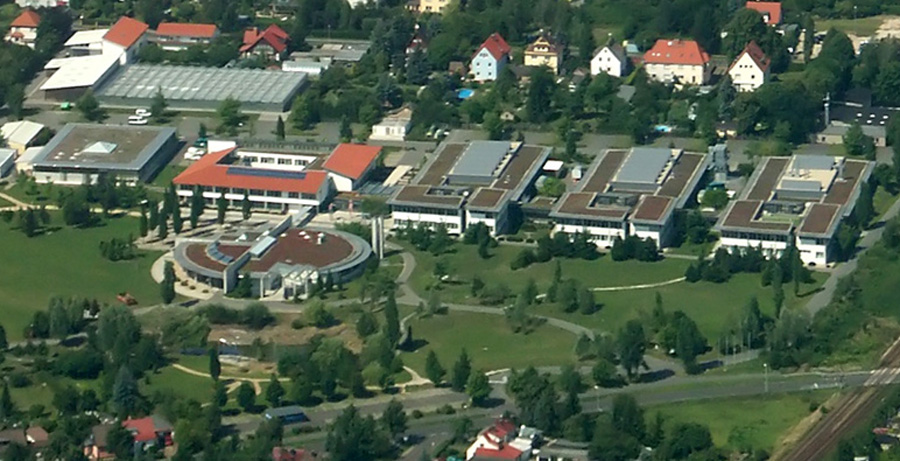
Berufsbildungswerk Leipzig in Knauthain

In Knauthain befindet sich das 1991 gegründete Berufsbildungswerk Leipzig, das hör- und sprachgeschädigten Jugendlichen eine berufliche Erstausbildung ermöglicht.
Die am 24. September 1908 eröffnete Grundschule des Ortes befindet sich auch heute noch im historischen Bau in der Seumestraße. Im Unterschied zur Kirche und zum Schloss überstand sie den Kriegsverlauf unbeschadet. Von den 1960er Jahren bis zum Ende der DDR wurde die Schule als 60. Polytechnische Oberschule Alfred Rosch geführt. Nach der deutschen Wiedervereinigung startete die Einrichtung am 1. August 1992 als Grundschule mit den Klassenstufen eins bis vier. Unter dem Namen 60. Schule Leipzig Knautkleeberg-Knauthain lernen jährlich über 200 Kinder in 10 Klassen.
Zur Grundschule gehört ein Hort, der sich in einem separaten Gebäude ca. 600 Meter entfernt in der Schönbergstraße 2–4 befindet.

## Persönlichkeiten

### Söhne des Ortes
- Carl von Dieskau (1601–1667), kursächsischer Kriegskommissar
- Otto von Dieskau (1635–1683), kurfürstlich-sächsischer Kammerherr
- Carl von Dieskau (1653–1721), Geheimer Rat
- Geißler von Dieskau (1654–1718), kursächsisch-polnischer Beamter
- Carl Hildebrand von Dieskau (1677–1739), kurfürstlich-sächsischer Kammerherr und Rittergutsbesitzer
- Carl Wilhelm Müller (1728–1801), Bürgermeister von Leipzig
- Ernst Adolf Coccius (1825–1890), Augenarzt und Hochschullehrer
- Klaus Wagner (1922–2001), Vielseitigkeitsreiter

### Mit Knauthain verbundene Persönlichkeiten
- Adam Falckenhagen (1697–1754), Pfarrer in Knauthain
- Karl Adolf von Hohenthal (1811–1875), Rittergutsbesitzer in Knauthain
- Rudolph Härting (1832–1883), Pfarrer in Knauthain
- Wilhelm von Hohenthal (1853–1909), Rittergutsbesitzer in Knauthain

## Sonstiges
- Im Sommer 1882 wohnte der Schriftsteller Leopold von Sacher-Masoch mit seiner Familie für einige Monate in einem Landhaus in Knauthain.[6]
- Der Künstler und Landschaftsgestalter Sven Arndt betreibt seit 2007 sein Atelier und eine kleine Galerie in der Knauthainer Seumestraße. In vielen seiner Werke finden sich Landschaften und Gebäude Knauthains wieder.[7]
- 2015 wurde der Besitzer des Knauthainer Pferdehofs ermordet, nach dem Mörder aus Österreich wurde mit internationalem Haftbefehl gesucht.[8]